# Éponge hémostatique
Les éponges hémostatiques résorbables sont divers types d'éponges synthétiques composés de matériaux d'origine biologique (biomatériaux), stériles, résorbables par l'organisme. Elles visent à stopper des saignements mineurs (externes ou internes selon les cas) et favoriser la cicatrisation. Elles sont notamment utiles en cas d’avulsion dentaire dans la bouche dans laquelle l'action fibrinolytique de la salive peut ralentir la formation de caillot sanguin. La porosité de ces éponges permet une plus grande absorption de fluide arrivant (elles assimilent du liquide jusqu'à 35 fois leur poids). 

Elles se présentent comme un matériau sec, souple, poreux et sont vendues sous diverses formes et marques commerciales (Surgicel, Nu-Knit, Gelfoam…). 

Au contact du sang, l’éponge gonfle et forme un bouchon gélatineux qui arrête le saignement (probablement plus par action physique et mécanique qu’en agissant sur la coagulation sanguine),,. 
L'éponge augmente la surface de contact avec le sang (et donc l'adhésion plaquettaire) et l’activation de facteur XII en offrant une matrice facilitant la formation et stabilisation du caillot. 

## Histoire
Sans doute depuis la préhistoire, l'homme a cherché des moyens d’arrêter une hémorragie. 
Ce besoin est devenu encore plus important en période de guerre (l'hémorragie incontrôlable ou incontrôlée est encore de nos jours la première cause de mortalité dans les combats). 
Hormis la compression et le pansement compressif, les toiles d'araignées ou l’argile utilisés pour les plaies externes (en particulier le kaolin qui connait d’ailleurs un regain d’intérêt de ce point de vue,,,), la médecine traditionnelle ne disposait que de peu de solutions. 
Dans la première moitié du XXe siècle, diverses poudres hémostatiques et des éponges hémostatiques ont été inventées. En 1951, un brevet porte par exemple sur une éponge constituée d’un mélange de fibrine et de gélatine non dénaturée. Une préparation  hémostatique minérale granulaire (poudre) à base de zéolite et de kaolin, base du QuikClot mis au point pour le champ de bataille (la valeur du zéolite comme agent coagulant a été découverte par Frank Hursey (cofondateur de la société Z-Medica) en 1984 et breveté en 1989). Mais elle a dû être modifiée, car la zéolithe interagissait avec le sang en entretenant une réaction exothermique conduisant à des brûlures graves et à une nécrose des graisses musculaires (l'application de l'agent sur une plaie saignante y entraînait une élévation de température pouvant dépasser 95 °C et jusqu'à 50 °C environ à 3 mm de profondeur). Il faut attendre 2004 pour avoir une confirmation scientifique de ce problème, en laboratoire sur des porcs anesthésiés. Une version pré-hydratée de la zéolite a ensuite permis d'atténuer ce problème.

## Matériaux
Les éponges hémostatiques utilisées durant le XXe siècle et jusqu’à nos jours sont pour la plupart préparées par réticulation et lyophilisation, à partir de :
- Collagène natif  (éventuellement associé à un fibrinogène ; Ex : il existe une éponge de collagène équin imbibée de fibrinogène et de thrombine humains stabilisés par de l'albumine (vendu sous le nom de Tachosil[11]) ; Le collagène provient de peaux ou de tendons d’animaux. Dans ses usages médicaux il est vendu sous plusieurs formes : poudre ou compresse et cônes blancs et non friables résorbables en 2 à 8 semaines (selon le type de collagène, la quantité utilisée et sa localisation dans l’organisme [12].

- Collagène hydrolysé (ex Octocolagen) ;

- Gélatine ; elle est lyophilisée et stérile, produite à partir de restes animaux porcins (ex : Gelfoam, gelita, curaspon), bovins (Pangen, Collagene Z, Bleed-X, Antema, Curacoll, Biocollagen)  ou équiens, et dans tous ces cas considérée non-antigénique, c'est-à-dire ne risquant pas ou très peu de susciter un risque allergique (une allergie croisée reste possible dans de rares cas[13], par exemple en cas d'allergie à la viande rouge[14]); 
Certains fabricants additionnent de la thrombine à la gélatine pour accroître ses propriétés hémostatiques.

- Alginate [15],[16] ;

- Carboxyméthylcellulose[16],[17] ;

- Oxycellulose (ou cellulose oxydée régénérée)[18] se présentant comme une gaze tricotée, blanche, pouvant être suturée ou découpée sans se déchirer (vendue par exemple sous les marques surgicel, curacel, tabotamp). La fibre constituant cette gaze est produite à partir de partir de pâte de bois[19]. Capable d'absorber plusieurs fois son poids en sang, il favorise la formation et la protection du caillot[12]. 
Son pH naturellement acide a en outre des propriétés bactéricides contre diverses bactéries gram positif et gram négatif, aérobies ou anaérobies[12].

## Fonctions
Leur fonction principale est de bloquer une hémorragie due à un traumatisme accidentel ou chirurgical.  
Toutes les éponges hémostatiques présentent une structure poreuse et microporeuse qui leur permet d’absorber (par rapport à leur poids et à leur volume) une grande quantité de sang (jusqu’à plus de 30 fois leurs poids dans certains cas). Elles font partie des matériaux et « adjuvants » qui, en complément de la suture, ont des effets "patch", de comblement d'espace vide, d'adhérence, de remplissage d'interstice, d'obturation de brèches. 
En chirurgie de la bouche l'éponge hémostatique peut aider le processus de la cicatrisation, mais quand une éponge hémostatique de collagène est utilisée seule pour bloquer l’hémorragie dans une alvéole dentaire laissée vite par l'avulsion d'une dent, rien n’indique dans la littérature scientifique (selon Blanchy) que ces éponges pourraient avoir un rôle dans le maintien du volume osseux alvéolaire. À elle seule, l'éponge ne peut corriger le défaut osseux parodontal ni limiter la résorption post-extractionnelle de l'os (qui peut gêner la future pose d’un implant) ; « En revanche, la mise en place dans l’alvéole d’une éponge de collagène associée à des facteurs de croissance permet de maintenir la hauteur et la largeur de la crête alvéolaire », par exemple en combinaison avec rhBMP-2).

## Tolérance et devenir dans l'organisme
Le collagène a de nombreux usages biomédicaux et paramédicaux. Les éponges de collagène sont considérées comme bien tolérées par l'organisme (même si quelques cas d’allergie ont été rapportés). Elles se liquéfient en une semaine environ, et dans les tissus mous sont totalement résorbée en 4 à 6 semaines.

## Précaution
Le contact osseux direct avec l'oxycellulose est déconseillé, y compris par l'OMS, notamment en chirurgie dentaire en raison d’un risqué majoré d'alvéolite, (avec un risque encore aggravé chez les fumeurs et chez les femmes sous contraceptifs oraux). Selon Bonine & Larsen (1995), de manière générale, un bain de bouche 2 à 3 fois par jour (après les repas) à la chlorhexidine diminue le risque d'alvéolite induit par une avulsion dentaire.

## Utilisation
Les éponges hémostatiques sont utilisées, parfois en compléments de colles biologiques en chirurgie (chirurgie militaire, buccale, parodontale ou implantaire, notamment, mais aussi générale, cardiaque et orthopédique), ceci afin de limiter les hémorragies et le risque de choc hémorragique. Elles sont préfabriquées en en forme cubique ou arrondies ou en plaque découpables, et s'appliquent après avoir été humidifiées pour réduire ou stopper le saignement.
Elles se montrent notamment utile chez les patients cardiopathes sous traitement antithrombotique (cas de  plus en plus fréquent en raison du vieillissement de la population et de l'augmentation d'incidence des maladies cardiovasculaires. Ces patients présentent un risque accru d’hémorragie anormale et dangereuse (per et postopératoire).

## Recherche & innovation
Divers axes sont explorés par la Recherche, et notamment : 
- Utilisation d'un collagène similaire au collagène humain[30], mais issus de biotechnologies, par exemple produit par des bactéries génétiquement modifiées pour cela[31],[32]

- Éponge hémostatique injectable[33].

- Association de chitosan (dérivé de la chitine) à de la gélatine [34]. Ceci a été testé dans les années 2000-2010 puis un nouveau dispositif à base de chitosan (considéré comme sûr dans l’organisme humain[35],[36] et qui agglomère les globules rouges et les plaquettes) est apparu, vendu sous la marque HemCon Patch (HC), potentiellement prometteur[37],[38],[39]. Il a aussi été proposé une nanoformulation de chitosan et de poudre de peau de banane[40].

- Collagène extrait de la peu de carpe, proposé en 2014 comme adjuvant au chitosan[41]

- Une « éponge hémostatique noire » constituée de graphène réticulé a aussi été proposé en 2015 par Quan & al. [42].

- le Kaolin fait aussi partie des matériaux récemment utilisés et testés avec succès dans les gazes hémostatiques pour militaires et sportifs, y compris dans une éponge chirurgicale « QuikClot » utilisée en chirurgie non-cardiaque (opération de Norwood)[43], mais les zéolites sont à proscrires, car source de brûlure graves.